# Pisa Sporting Club 1925-1926
Questa pagina raccoglie i dati riguardanti il Pisa Sporting Club nelle competizioni ufficiali della stagione 1925-1926.

## Stagione
Nell'agosto 1926 fu stabilito che a partire dalla stagione 1926-1927 il massimo campionato, ridenominato in Divisione Nazionale, sarebbe stato a girone unico e a 16 squadre, individuate nelle prime otto classificate di ognuno dei gironi di Prima Divisione della Lega Nord. Il Pisa, che nelle stagioni precedenti aveva più volte lottato per il primato pur non riuscendo a vincere il girone a causa di flessioni di risultati nelle ultime giornate, disputò un campionato deludente conquistando solo 12 punti in classifica in 22 giornate e chiudendo undicesima e penultima. Lo Scudetto è stato vinto dalla Juventus che ha vinto il girone B, poi ha sconfitto il Bologna vincitore del gruppo A, quello disputato dal Pisa, ad agosto ha poi vinto le due gare di finale contro l'Alma Roma, vincitrice del girone centro-meridionale, ottenendo il suo secondo titolo.
Non essendo riuscito a centrare l'obiettivo di entrare tra le prime otto, il Pisa non è riuscito a qualificarsi al nuovo massimo campionato di Divisione Nazionale a girone unico, ed rimasto per la prossima stagione 1926-1927 in Prima Divisione, però declassata a campionato cadetto. Tuttavia il 2 agosto 1926 la Carta di Viareggio ha deciso di allargare il campionato di Divisione Nazionale a 20 squadre, di cui tre provenienti dalla Lega Sud, rinviando la riforma del girone unico, e istituendo un torneo di qualificazione tra le otto retrocesse del Nord con in palio un solo posto in Divisione Nazionale. Il Pisa ha avuto così un'ulteriore possibilità per rimanere nel massimo campionato, ma non è riuscito a coglierla, venendo eliminato nei quarti di finale dall'Alessandria, con un umiliante (6-1).

## Rosa
| N. |                   | Ruolo | Calciatore         |
| -- | ----------------- | ----- | ------------------ |
|    | Italia (bandiera) | C     | Lamberto Anichini  |
|    | Italia (bandiera) | C     | Athos Artigiani    |
|    | Italia (bandiera) | C     | Vasco Artigiani    |
|    | Italia (bandiera) | C     | Mario Badiani      |
|    | Italia (bandiera) | A     | Giuseppe Barbieri  |
|    | Italia (bandiera) | C     | Giuseppe Bossalino |
|    | Italia (bandiera) | A     | Giuseppe Bazzell   |
|    | Italia (bandiera) | P     | Angelo Bedini      |
|    | Italia (bandiera) | D     | Alberto Bracci     |
|    | Italia (bandiera) | A     | Enrico Ciaranti    |
|    | Italia (bandiera) | C     | Enrico Colombari   |

| N. |                   | Ruolo | Calciatore          |
| -- | ----------------- | ----- | ------------------- |
|    | Italia (bandiera) | A     | Marino Favati       |
|    | Italia (bandiera) | A     | Alfio Gagliardi     |
|    | Italia (bandiera) | D     | Vasco Giani         |
|    | Italia (bandiera) | D     | Luigi Giuntoli      |
|    | Italia (bandiera) | D     | Alessandro Grassini |
|    | Italia (bandiera) | D     | Ivano Guerrini      |
|    | Italia (bandiera) | A     | Alberto Merciai     |
|    | Italia (bandiera) | A     | Renato Novelli      |
|    | Italia (bandiera) | A     | Ubaldo Squilloni    |
|    | Italia (bandiera) | D     | Aldo Vettori        |
|    | Italia (bandiera) | P     | Ezio Vettori        |

## Risultati

### Prima divisione

#### Girone A

##### Girone di andata
| Arbitro: | Pinasco (Sestri Ponente) |

|                                           |           |  |
| Blando 47’ Gabba 65’, 87’ Migliavacca 79’ | Marcatori |  |

| Arbitro: | Scarpi (Dolo) |

|             |           |                  |
| Bazzell 12’ | Marcatori | 53’, 75’ Pollack |

| Arbitro: | Bistoletti (Milano) |

|                                                       |           |                  |
| Breviglieri 9’, 40’ Olvedi 10’, 73’, 78’ Manzotti 22’ | Marcatori | 34’, 55’ Badiani |

| Arbitro: | Sessa (Milano) |

|                                      |           |                  |
| Badiani 65’ Colombari 74’ Favati 85’ | Marcatori | 20’, 46’ Poggi I |

| Arbitro: | Trezzi (Milano) |

|                                         |           |             |
| Amadesi 1’ Libonatti 29’ Janni 68’, 81’ | Marcatori | 70’ Bazzell |

| Arbitro: | Moro (Sampierdarena) |

|                                           |           |                                 |
| Merciai 26’ Gagliardi 41’ Favati 76’, 78’ | Marcatori | 29’ Crotti 33’ Rosina 70’ Dotti |

| Arbitro: | Vedda (Vercelli) |

|               |           |                                  |
| Colombari 72’ | Marcatori | 20’, 23’ E. Chiecchi 28’ Recchia |

| Arbitro: | Ferro (Milano) |

|  |           |                                                               |
|  | Marcatori | 3’, 53’ Della Valle III 20’ Pozzi 43’, 80’ Perin 61’ Muzzioli |

| Arbitro: | Guarnieri (Milano) |

|                             |           |  |
| Bissolotti 10’ Giuliani 76’ | Marcatori |  |

| Arbitro: | Pinasco (Sestri Ponente) |

|             |           |                              |
| Novelli 75’ | Marcatori | 23’, 38’ Schonfeld 59’ Conti |

| Arbitro: | Alfieri (Bologna) |

|                              |           |  |
| Merciai 44’ V. Artigiani 84’ | Marcatori |  |

##### Girone di ritorno
| Arbitro: | Sguerso (Savona) |

|            |           |            |
| Bracci 44’ | Marcatori | 35’ Mattea |

| Arbitro: | Osti (Ferrara) |

|            |           |                 |
| Agosti 28’ | Marcatori | 7’, 71’ Merciai |

| Arbitro: | Moro (Sampierdarena) |

|                   |           |  |
| Bracci 40’ (rig.) | Marcatori |  |

| Arbitro: | Mainardi (Cremona) |

|                                                          |           |             |
| M. Viviani 24’ B. Poggi 37’, 88’ Montaldo 44’ Rivolo 79’ | Marcatori | 69’ Badiani |

| Arbitro: | Garbieri (Genova) |

|               |           |                |
| Gagliardi 72’ | Marcatori | 26’ Baloncieri |

| Arbitro: | Dani (Genova) |

|                         |           |  |
| Marucco 18’, 60’ (rig.) | Marcatori |  |

| Arbitro: | Guerrina (Alessandria) |

|                                                                        |           |                   |
| Recchia 15’, 27’ G. Chiecchi 28’, 56’ Morandi 35’ E. Chiecchi 78’, 87’ | Marcatori | 75’ (rig.) Bracci |

| Arbitro: | Merani (La Spezia) |

|                                                                            |           |  |
| Martelli 24’ Perin 29’ Della Valle 33’, 65’ Genovesi 36’ Schiavio 75’, 80’ | Marcatori |  |

| Arbitro: | Pierallini (Modena) |

|  |           |              |
|  | Marcatori | 65’ Giuliani |

| Arbitro: | Carraro (Padova) |

|                 |           |  |
| L. Cevenini 85’ | Marcatori |  |

| Arbitro: | Sianesi (Milano) |

|                                                 |           |               |
| Castoldi 3’ Gallino 62’ Landini 65’ Mezzera 76’ | Marcatori | 66’ Gagliardi |

#### Torneo di qualificazione alla Divisione Nazionale
| Arbitro: | A. Gama (Milano) |

|                                                              |           |               |
| Avalle 12’ Tosini 41’ E. Banchero 55’, 85’ Cattaneo 72’, 87’ | Marcatori | 26’ Gagliardi |

## Statistiche

### Statistiche di squadra
| Competizione    | Punti | In casa | In casa | In casa | In casa | In casa | In casa | In trasferta | In trasferta | In trasferta | In trasferta | In trasferta | In trasferta | Totale | Totale | Totale | Totale | Totale | Totale | DR  |
| Competizione    | Punti | G       | V       | N       | P       | Gf      | Gs      | G            | V            | N            | P            | Gf           | Gs           | G      | V      | N      | P      | Gf     | Gs     | DR  |
| --------------- | ----- | ------- | ------- | ------- | ------- | ------- | ------- | ------------ | ------------ | ------------ | ------------ | ------------ | ------------ | ------ | ------ | ------ | ------ | ------ | ------ | --- |
| Prima Divisione | 12    | 11      | 4       | 2       | 5       | 15      | 22      | 11           | 1            | 0            | 10           | 8            | 43           | 22     | 5      | 2      | 15     | 23     | 65     | -42 |

### Statistiche dei giocatori
| Giocatore         | Prima Divisione | Prima Divisione |
| Giocatore         | Presenze        | Reti            |
| ----------------- | --------------- | --------------- |
| L. Anichini       | 7               | 0               |
| A. Artigiani (I)  | 15              | 0               |
| V. Artigiani (II) | 6               | 1               |
| M. Badiani        | 12              | 4               |
| G. Barbieri       | 1               | 0               |
| G. Bazzell        | 16              | 2               |
| A. Bedini         | 18              | -52             |
| G. Bossalino      | 8               | 0               |
| A. Bracci         | 20              | 3               |
| E. Ciaranti       | 1               | 0               |
| E. Colombari      | 16              | 2               |
| M. Favati         | 18              | 3               |
| A. Gagliardi      | 8               | 3               |
| V. Giani          | 10              | 0               |
| L. Giuntoli       | 13              | 0               |
| A. Grassini       | 9               | 0               |
| I. Guerrini       | 10              | 0               |
| A. Merciai        | 15              | 4               |
| R. Novelli (II)   | 13              | 1               |
| U. Squilloni      | 1               | 0               |
| A. Vettori (I)    | 21              | 0               |
| E. Vettori (II)   | 4               | -13             |